# Сток Сіті
Сток Сіті (англ. Stoke City Football Club) — професійний англійський футбольний клуб з міста Сток-он-Трент (графство Стаффордшир). Виступає в англійській Прем'єр-лізі. Є другим найстарішим професійним клубом Англії після «Ноттс Каунті».
Клубні кольори: червоний, білий. Домашню форму становлять біла футболка з червоними вертикальними смугами й білі шорти. Прізвисько: «Гончарі».
Домашній стадіон «Британія» вміщує 28 383 глядачі, відкритий у 1997 році, а з 1878 року клуб грав на стадіоні «Вікторія Граунд».
Чинний президент Пітер Коатс керує клубом з 22 травня 2006 року.

## Історія клубу

### Перші роки (1863—1900)
«Сток Сіті» належить до «старшої вікової категорії» британських футбольних клубів: з наявних нині клубів старіший від нього лише «Ноттс Каунті». Немає єдності думок щодо точної дати створення клубу. Достовірно відомо, що випускники школи Чартерхаус заснували футбольний клуб у 1863 році, але відомостей про матчі, що проводилися в ті роки, не збереглося. У 1868 році в місцевій пресі з'явилися повідомлення про клуб, створений випускником школи Чартерхаус Генрі Амондом. Амонд забив перший гол в історії команди, але незабаром пішов з клубу, вибравши кар'єру інженера-будівельника.
На початку 1870-х повідомлення про матчі за участю «Сток Сіті» стали частішими. Спочатку команда проводила домашні матчі на крикетному полі «Вікторія Граунд», потім переїхала на поле «Світінгс». Матчі з «Вест-Бромвіч Альбіон» та іншими найкращими клубами тих років збирали 200–250 глядачів. У 1877 році відбувся перший турнір на Кубок Стаффордшира. «Сток Сіті» не тільки став першим володарем кубка, а й здобув перемогу з рахунком 26:0 над одним з учасників змагань. У наступному сезоні команді вдалося повторити цей успіх; «Сток Сіті» вважався найсильнішою командою регіону. Того ж року клуб переїхав на стадіон «Вікторія», якому судилося залишатися домашнім стадіоном «Сток Сіті» протягом 119 років. Популярність клубу неухильно зростала; незабаром один з гравців — Теді Джонсон — увійшов до складу збірної Англії. Розширювалася географія матчів, хоча участь у Кубку Бірмінгема в 1881 році завершилася нищівною поразкою від клубу «Астон Вілла» — матч закінчився з рахунком 0:8. На початку 1880-х затвердили червоно-біле забарвлення форми, наявне дотепер. У сезоні 1883/84 команда вперше взяла участь у Кубку Англії. До того часу цей престижний турнір проводився вже більш як десять років, і лише взявши в ньому участь, команда могла визначити своє справжнє становище в англійському футболі. Дебют виявився невдалим: «Сток Сіті» незабаром вибув з числа учасників турніру.
У наступному році «Сток Сіті» став професійним клубом. У 1888 році клуб увійшов до числа засновників Футбольної ліги, виступивши одним з ініціаторів її створення. Перший сезон у Лізі розпочався з поразки: команда програла клубу «Вест Бромвіч» на домашньому полі. Продовження виявилося до пари початку: гравці нерідко спізнювалися на матчі, а іноді взагалі не з'являлися. Одного разу, коли два гравці не встигли на ранковий потяг і не змогли взяти участі у матчі, «Сток Сіті» змушений був запросити двох запасних гравців клубу «Престон Норт Енд». Матч завершився поразкою з рахунком 0:7, а сезон завершився нижнім рядком турнірної таблиці. У підсумку, клубу довелося домагатися переобрання до складу Футбольної ліги, у створенні якої він зовсім недавно брав діяльну участь. Наступний сезон почався ще гірше — з поразки від клубу «Престон Норт Енд» з рахунком 0:10. Досі цей результат вважається найнищівнішою поразкою за всю історію участі «Сток Сіті» в матчах Футбольної Ліги. За весь сезон «Сток Сіті» переміг лише в трьох матчах, і знову завершив свій виступ на останньому рядку турнірної таблиці.
Невдалим виявився й виступ в Кубку Англії. На довершення всього поїзд, на якому команда поверталася з одного з матчів Ліги, зійшов з рейок. На щастя, всі гравці клубу вціліли. Цього разу команда не була переобрана до складу Футбольної Ліги: її місце зайняв клуб «Сандерленд». «Сток Сіті» увійшов в Футбольний Альянс, який у ті роки, по суті, був другим дивізіоном Футбольної ліги, і завоював в ньому чемпіонський титул. У сезоні 1891/92, коли Ліга розширилася до 14 команд, «Сток Сіті» в черговий раз увійшов до її складу. Сезон завершився передостаннім місцем, а проте це було найвищим досягненням клубу за останні роки, адже цього разу «Сток Сіті» зберіг місце в Лізі. У наступному сезоні кількість учасників Ліги подвоїлася; був створений другий дивізіон. «Сток Сіті» посів сьоме місце в Першому дивізіоні і утримував своє становище в еліті англійського футболу до кінця десятиріччя. Найкращим результатом цих років стало шосте місце в 1896 році.
До кінця десятиліття, коли фінансове становище погіршилося, клуб уклав кілька незвичайних угод. Однією з них стало придбання нападника Арчі Максвела з клубу «Дарвен». Як оплату «Сток Сіті» узяв на себе витрати по установці нових чавунних воріт на домашньому стадіоні «Дарвена». Але найбільшу спірну операцію тих років уклав Вільям Рауль, польовий гравець і секретар «Сток Сіті» — він продав самого себе клубу «Лестер Фосс», самостійно призначивши та погодивши ціну. Керівництво Ліги з великою підозрою поставився до почину Рауля, і незабаром він був виключений з Ліги. У сезоні 1898/99 «Сток Сіті» вперше вийшов у півфінал Кубка Англії. Півфінальна зустріч з клубом «Дербі Каунті» завершилася поразкою з рахунком 1:3. У тому ж сезоні «Сток Сіті» залишив Перший дивізіон і повернувся до нього через два роки. У команду прийшли такі талановиті гравці, як Фред Джонсон, Том Халфорд і Март Воткінс, проте неухильне погіршення фінансового становища незабаром змусило «Сток Сіті» розлучитися з цими футболістами.

### Балансування між дивізіонами (1900—1920)
Фінансовий крах настав у 1908 році. Клуб був виключений з Футбольної ліги. Рік по тому клуб створив дві команди, одна з яких виступала в Західному дивізіоні Південної ліги і стала його чемпіоном. Наступне переобрання «Сток Сіті» до складу Футбольної ліги відбулося в 1915 році. На початку Першої світової роботу Ліги припинили. Під час війни загинуло семеро футболістів «Сток Сіті», але участь в турнірах воєнних років зміцнило фінансове становище клубу, і перед початком першого післявоєнного сезону команда мала у своєму розпорядженні кошти на придбання талановитих гравців. Сезон завершився в середині турнірної таблиці Другого дивізіону.
У 1920-ті роки команда двічі поверталася до Першого дивізіону, виходила до чвертьфіналу Кубка Англії, провела один сезон у Третьому дивізіоні (Північ). На початку десятиліття реконструювали стадіон «Вікторія»: його місткість зросла до 50 000.

### Ера Меттьюза (1920—1939)

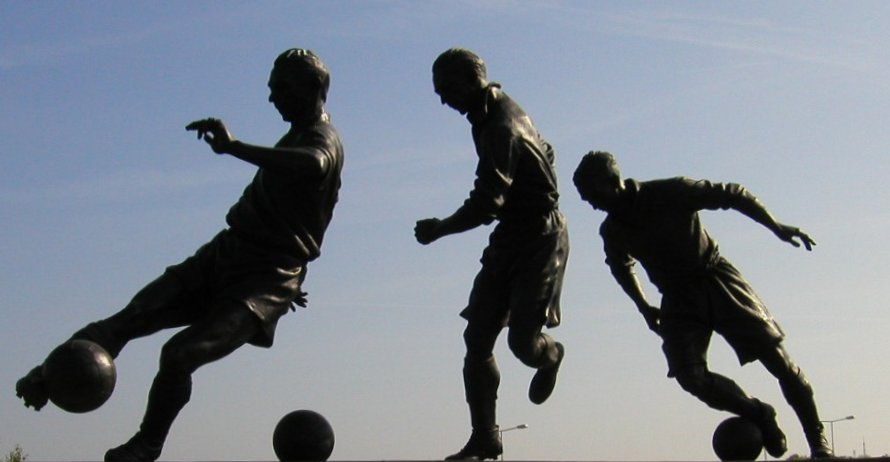
Стенлі Меттьюз

Початок наступного десятиліття ознаменований появою однієї з легенд англійського футболу: Стенлі Меттьюз уперше вийшов на поле у складі «Сток Сіті» в березні 1932 року. Наприкінці 1930-х його визнали одним з найталановитіших футболістів на планеті. У сезоні 1932/33 «Сток Сіті» повернувся до Першого дивізіону, і це повернення багато в чому було заслугою нападника Джо Моусона, лівого півзахисника Джо Джонсона і воротаря Роя Джона. Наступний сезон став тріумфальним для Меттьюза — вперше за 30 років гравець «Сток Сіті» увійшов до складу збірної Англії. Матчі з його участю збирали тисячі вболівальників, відвідуваність стадіону «Вікторія» подвоїлася, і клуб, нарешті, досяг фінансового благополуччя. Проте «Сток Сіті» не поспішав витрачати кошти на відомих гравців, а робив ставку на підготовку молодих футболістів. Така практика виправдала себе: більшу частину десятиліття команда провела в середині турнірної таблиці, а в сезоні 1935/36 фінішувала на четвертому місці. Потім відбулась зміна головного тренера, що призвело до деякого погіршення результатів і сповзання в другу половину турнірної таблиці. Проте «Сток Сіті» як і раніше залишався одним з найсильніших клубів і серйозно розраховував на перемогу в чемпіонаті.

### Воєнні роки (1939—1945)
Цим планам не судилося втілитися в життя: почалася Друга світова війна і Ліга знову припинила свою діяльність. Участь у Кубку Англії — першому турнірі післявоєнного часу — затьмарено трагедією: під час зустрічі з клубом «Болтон Вондерерз» на стадіоні відбулося обвалення бар'єрів. Загинуло 33 людини, ще 520 зазнали травм.

### Післявоєнні роки (1945—1960)
У сезоні 1946/47 команда увійшла до числа найімовірніших претендентів на перемогу в чемпіонаті, але, програвши останній матч клубу «Шеффілд Юнайтед», поступилася чемпіонським титулом «Ліверпулю». В кінці сезону Стен Меттьюз покинув «Сток Сіті». Результатом його відходу стало різке погіршення результатів: у кінці 1940-х і початку 1950-х клубу насилу вдавалося утримувати місце в Першому дивізіоні, а в 1953 році всі зусилля виявилися марними — «Сток Сіті» залишив еліту англійського футболу. У 1955 році команда мала реальні шанси на повернення в Перший дивізіон, але удача виявилася на боці суперників. Друга частина десятиліття не відзначена помітними досягненнями.

### Тренерство Тоні Воддінгтона (1960—1980)
У 1960 році посаду головного тренера зайняв Тоні Воддінгтон. Той сезон завершився 17-м місцем — команда ледве уникла вильоту в Третій дивізіон — і Воддінгтон вніс зміни в тактику командної гри. Крім того, йому вдалося умовити Стена Меттьюза повернутися в клуб. Це повернення мало величезне значення для «Сток Сіті» — підскочила відвідуваність матчів, команда повернулася в Перший дивізіон уже наступного сезону, коли клуб відзначив своє сторіччя. Потім Воддінгтон підсилив команду такими досвідченими гравцями, як Денніс Вайоллет, Рой Вернон і Моріс Сеттерс. У 1965 році Стен Меттьюз провів свій останній матч у клубі. Незадовго до цього йому був наданий дворянський титул.
У другій половині 1960-х клубу двічі загрожував виліт у Другий дивізіон, але Воддінгтону щоразу вдавалося вивести команду з числа аутсайдерів. 1972 рік можна без перебільшення назвати найбільш знаменним в історії клубу — вперше за 109 років «Сток Сіті» став володарем одного з найголовніших трофеїв в англійському футболі: з рахунком 2:1 команда здобула перемогу над клубом «Челсі» у фінальному матчі турніру на Кубок Ліги. Матч зібрав близько 98 000 глядачів. Наступного дня на вулицях Сток-он-Трент панувало радісне пожвавлення — чверть мільйона мешканців вийшли зустрічати гравців. На початку 1970-х років «Сток Сіті» двічі виходив у півфінал Кубка Ліги, але на шляху клубу щоразу ставав «Арсенал». У цей час у складі команди на поле виходили захисники Ерік Скілс, Джон Марш і Денис Сміт, нападники Джон Річі і Джиммі Грінхофф. Незабаром Воддінгтон знову підсилив команду, придбавши Алана Хадсона, Джеффа Самонса й Пітера Шилтона.
У сезонах 1972/73 і 1974/75 «Сток Сіті» посідав п'яте місце. У цей час клуб двічі брав участь у європейському турнірі — Кубку УЄФА. У січні 1976 року ураган зніс покрівлю однієї з трибун стадіону «Вікторія». Ремонт обійшовся в 240 000 фунтів, що стало причиною серйозних фінансових проблем. У кінцевому підсумку клуб змушений був продати Хадсона і Грінхоффа. Їх відсутність негайно позначилася на грі команди: «Сток Сіті» перейшов у Другий дивізіон у сезоні 1976/77. Незабаром Воддінгтон покинув клуб. Команда повернулася в Перший дивізіон два роки по тому під керівництвом Алана Дурбана.

### Кінець ХХ століття (1980—2000)

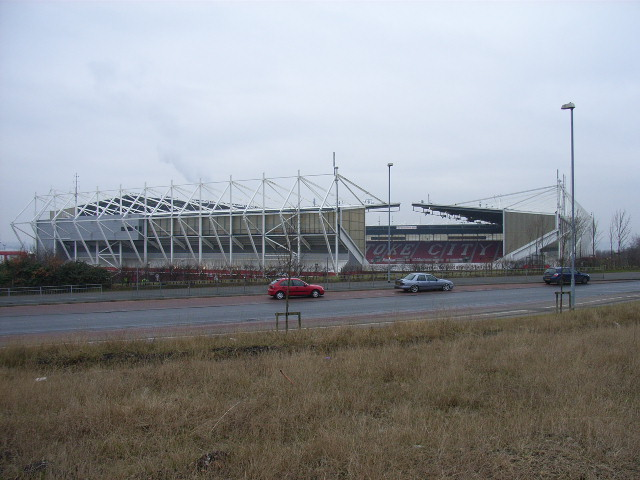
Стадіон «Британія»

У 1980-ті роки боротьба з футбольним хуліганством у Великій Британії йшла з особливим розмахом. Одним з її результатів стало різке падіння відвідуваності матчів. У цьому відношенні «Сток Сіті» не став винятком: попри повернення команди в Перший дивізіон, її матчі рідко збирали понад 10 000 уболівальників. Дурбан покинув клуб на початку 1980-х. Наступні роки відзначені багаторазовими змінами складу команди та тренерів, що супроводжувалася вильотом спочатку в Другий, а потім в Третій дивізіон. Сезон 1990/91 завершився 15-м місцем у третьому дивізіоні Футбольної ліги — найнижчим за всю історію клубу. На посаду головного тренера був запрошений Лу Макарі, якому вдалося повернути команду в Дивізіон 1 (колишній Другий до створення Прем'єр-ліги). Протягом кількох наступних років «Сток Сіті» кілька разів входив до числа кандидатів на перехід у Прем'єр-лігу.

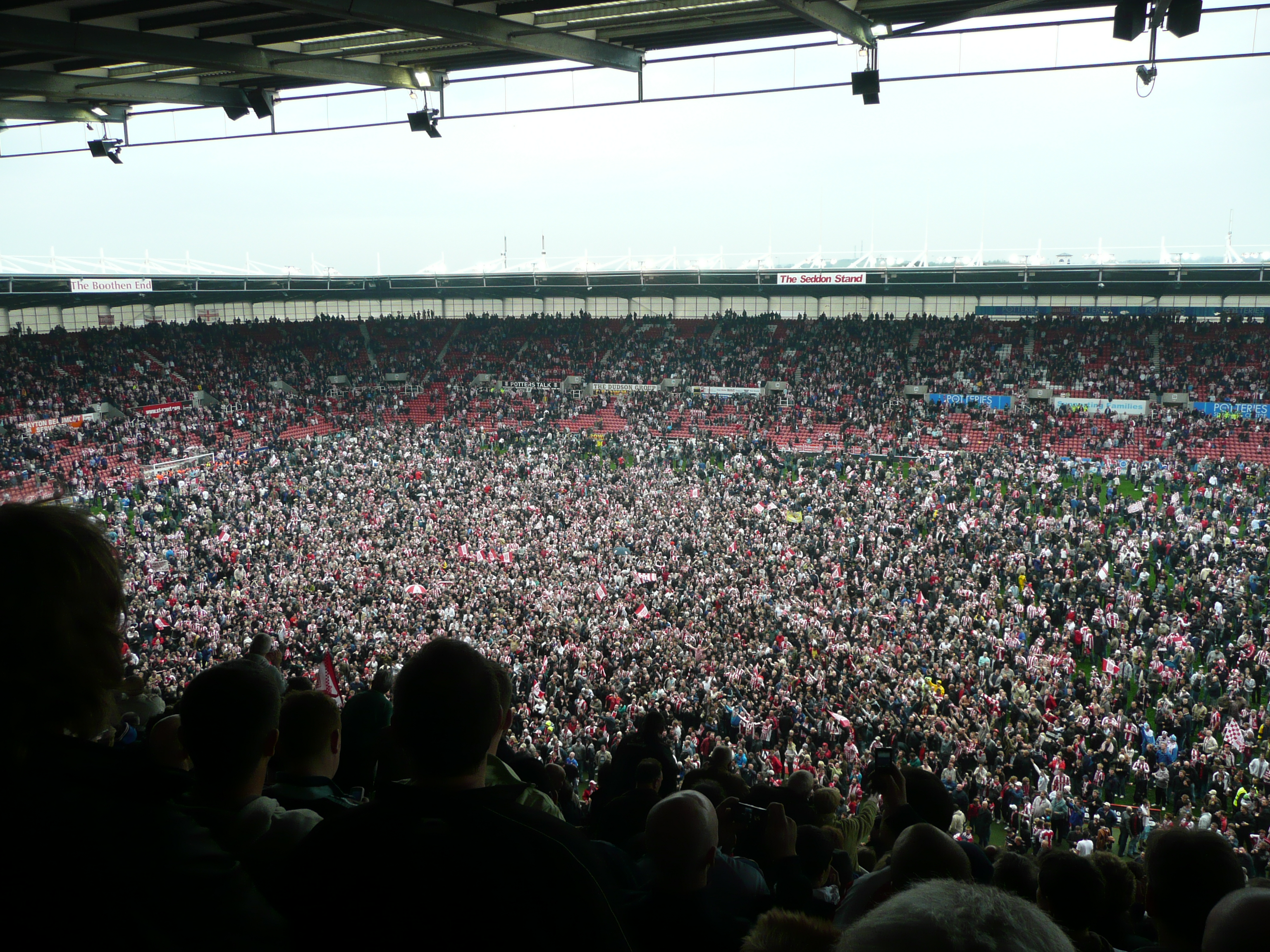
Фани «Сток Сіті» святкують вихід до Прем'єр-ліги, 4 травня 2008 року

У сезоні 1996/97 ситуація складалася особливо вдало, але клуб так і не зміг реалізувати надану можливість. На довершення вже в наступному сезоні «Сток Сіті» вилетів у Другий дивізіон. У 1997 році клуб переїхав на новий стадіон у Трентем Лейкс, а в 1999 році після зміни власника стався новий переїзд — цього разу на стадіон «Британія».

### Знову в еліті (2000-)
Довгоочікуване повернення в Дивізіон 1 відбулося у 2002 році. У наступному сезоні «Сток Сіті» ледве уник вильоту в Дивізіон 2, але в кількох наступних сезонах становище клубу було набагато стійкішим. Повернення в еліту англійського футболу відбулося в сезоні 2007/08. Зігравши внічию з «Лестер Сіті», команда під керівництвом Тоні Пьюліса посіла друге місце в чемпіонаті й у 2008 році дебютувала в Прем'єр-лізі. Дебют розпочався з поразки від клубу «Болтон Вондерерз», на фініші сезону «Сток Сіті» опинився на 13-му рядку турнірної таблиці. Сезон 2009/10 склався для «Гончарів» ще більш вдало — команда стала 11-ю, навіть не думаючи протягом сезону про боротьбу за виживання.

## Досягнення
- Чемпіонат
  - Чемпіон: 1932/33, 1962/63
  - Друге місце: 2007/08
  - Третє місце: 1931/32, 1978/79

- Перша футбольна ліга
  - Чемпіон: 1992/93
  - Переможець плей-оф: 2001/02

- Третій Дивізіон (Північ)
  - Чемпіон: 1926/27

- Кубок Англії з футболу
  - Фіналіст: 2010/11
  - Півфіналіст: 1898/99, 1970/71, 1971/72

- Кубок Футбольної Ліги
  - Володар: 1971/72
  - Фіналіст: 1963/64

- Трофей Футбольної Ліги
  - Володар: 1991/92, 1999/00

- Кубок Уотні 
  - Володар: 1973 /74

- Кубок острова Мен
  - Володар: 1987/88, 1991/92, 1992/93

- Кубок УЄФА
  - Перший раунд: 1972/73, 1974/75

## Виступи в єврокубках
| Сезон   | Змагання    | Раунд   | Суперник          | Вдома | На виїзді | В сукупності |
| ------- | ----------- | ------- | ----------------- | ----- | --------- | ------------ |
| 1972–73 | Кубок УЄФА  | 1Р      | Кайзерслаутерн    | 3–1   | 0–4       | 3–5          |
| 1974–75 | Кубок УЄФА  | 1Р      | Аякс              | 1–1   | 0–0       | 1–1 (г)      |
| 2011–12 | Ліга Європи | 3КР     | Хайдук Спліт      | 1–0   | 1–0       | 2–0          |
| 2011–12 | Ліга Європи | ПО      | Тун               | 4–1   | 1–0       | 5–1          |
| 2011–12 | Ліга Європи | Група E | Бешикташ          | 2–1   | 1–3       | 2-е          |
| 2011–12 | Ліга Європи | Група E | Динамо Київ       | 1–1   | 1–1       | 2-е          |
| 2011–12 | Ліга Європи | Група E | Маккабі Тель-Авів | 3–0   | 2–1       | 2-е          |
| 2011–12 | Ліга Європи | 1/16    | Валенсія          | 0–1   | 0–1       | 0–2          |

## Рекорди клубу
Відвідуваність
«Вікторія Граунд» — 51 130 глядачів проти лондонського «Арсеналу» (29 березня 1937 року)
«Британія» — 28 218 глядачів проти «Евертона» (5 січня 2002 року)
Результативність
Перемога — 10:3 над «Вест-Бромвіч Альбіон» (1937 рік)
Поразка — 0:10 від «Престон Норт Енд» (1889 рік)

## Прізвисько
Гончарі (The Potters) — саме так іменується «Сток Сіті». Причина теж доволі проста: місто Сток-он-Трент, що виникло у 1910 році в результаті злиття 6 невеликих містечок і безлічі сіл і в якому власне базується «Сток Сіті», є центром скупчення гончарного виробництва.

## Талісман
У клубу «Сток Сіті» є цілих два талісмани — бегемот Поттермус і бегемотиха Поттермісс. Їх імена походять від прізвиська команди — «Поттерс» («Гончарі»). Як і багато вболівальників «Сток Сіті», Поттермус відрізняється войовничою вдачею. Так, під час зустрічі з клубом «Нанітон Боро», що проводилася на стадіоні «Британія» у листопаді 2000 року, ведмідь Брюно, талісман гостей, мав необережність вступити в сутичку з Поттермусом. Поттермус уклав суперника на обидві лопатки, а потім відділив бутафорську ведмежу голову від тулуба і жбурнув у розшалілий натовп.